# Eye Spy
Eye Spy (vollständig: Eye Spy Intelligence Magazine) war eine englischsprachige Fachzeitschrift, die sich mit dem Thema Informationsbeschaffung und Auswertung (engl.: intelligence) befasste.
Im weiteren Sinne umfassten die behandelten Themen auch die militärische Aufklärung, Spionage, Terrorismusbekämpfung, Kryptologie sowie die darin involvierten Menschen.
Die Zeitschrift erschien von Mai 2001 bis 2020 sowohl in England als auch in den Vereinigten Staaten und war weltweit in 36 Ländern erhältlich.